# 埃德·席费林
愛德華·勞倫斯·席費林（英語：Edward Lawrence Schieffelin，1847年—1897年），美国印第安人搜索者、采矿者。

## 生平
他在亚利桑那发现了银矿，导致了汤姆斯通城的建立。他与其兄艾尔和采矿工程师理查德·哥德一起参与了一起解雇协议，三人分得了数百万财产。汤姆斯通的采矿史上85,000,000美金的银料都出自这些银矿。